# Múscul recte lateral de l'ull
El múscul recte lateral de l'ull (musculus rectus lateralis bulbi) o múscul recte extern de l'ull, es troba a la regió externa de l'òrbita ocular i és un de sis músculs que controlen el moviment del globus ocular. La contracció del recte extern produeix l'abducció de l'ull, és a dir, gira l'ull en direcció oposada al nas.
Com la resta dels músculs rectes de l'ull, el múscul recte extern s'insereix en el vèrtex del l'òrbita ocular per mitjà d'un tendó comú, l'anell de Zinn. Després de separar-se de la resta dels músculs rectes, el recte extern segueix de darrere cap endavant per la paret externa o temporal de l'òrbita. Els feixos externs tenen relació, en el seu terç inferior, amb la porció oribtaria de la glàndula lacrimal. Les fibres més internes tenen relació amb el nervi òptic i l'acompanyen en el seu recorregut al nervi motor ocular extern. Al final del seu recorregut, el múscul recte extern acaba en un tendó aplanat que s'insereix en l'escleròtica, una mica per davant de l'equador del globus ocular.
La innervació del recte extern va a càrrec del VI nervi cranial, anomenat nervi motor ocular extern. S'anomena també abducens perquè realitza l'abducció de l'ull. El recte extern és l'únic múscul innervat pel VI nervi cranial.

## Imatges
- Moviment ocular del múscul recte extern de l'ull, vista superior
- Moviment ocular del múscul recte intern de l'ull, vista superior
- Moviment ocular del múscul recte inferior de l'ull, vista superior
- Moviment ocular del múscul recte superior de l'ull, vista superior
- Moviment ocular del múscul oblic superior de l'ull, vista superior
- Moviment ocular del múscul oblic inferior de l'ull, vista superior
- Vista anterior del globus ocular amb els diferents músculs rectes.